# ورونیکا اولیور
ورونیکا اولیویر (ایتالیایی: Veronica Olivier؛ زادهٔ ۱ فوریهٔ ۱۹۹۰) بازیگر اهل ایتالیا است. 

## زندگی‌نامه
ورونیکا اولیور، در اول فوریهٔ ۱۹۹۰ در ولتری از پدری با اصالت ونتویی و مادری اهل ولتری به دنیا آمد و در لاتینا زندگی کرده است. او در سال ۲۰۰۶ در لاتینا نزد نینو برناردینی به تحصیل بازیگری پرداخت. در سال ۲۰۰۸ از دبیرستان جامعه‌شناسی-روانشناسی آموزشی آ. مانزونی در لاتینا فارغ‌التحصیل شد.
در سن ۱۷ سالگی فعالیت خود را به‌عنوان مدل عکاسی آغاز کرد و در عکس‌های تبلیغاتی برند معروف اکستنشن مو، «گریت لِنگثز»، نیز ظاهر شد. پس از آن، با بازی در نقش کارولینا در فیلم عشق ۱۴ (۲۰۰۹)، به نویسندگی و کارگردانی فدریکو موچا، که از رمان هم‌نام همین نویسنده اقتباس شده بود، به عنوان بازیگر نقش اصلی در سینما ظاهر شد.
در سال ۲۰۱۰ با کسب ۶۰٪ آرا، برندهٔ فصل ششم برنامهٔ تلویزیونی رقص با ستارگان در شبکهٔ رای ۱ شد و در این مسابقه با ریموندو تودارو هم‌رقص بود. سپس به‌عنوان رقاص در برنامهٔ «مراقب آن دو باشید – رقابت»، با اجرای فابریتسیو فریتسی و مکس جوستی، شرکت کرد.
همچنین در سال ۲۰۱۰ مسیر آموزش حرفه‌ای خود را با شرکت در کلاس‌های بازیگری و فن بیان نزد جووانی باتیستا دیوتایوتی ادامه داد. در سال‌های ۲۰۱۲ تا ۲۰۱۳ در دورهٔ بازیگری نزد ام. گالو شرکت کرد و در سال ۲۰۱۴ دوره‌ای را در موسسهٔ «دوز اینترنشنال» زیر نظر فرانچسکا د ساپیو گذراند. افزون بر این، بین سال‌های ۲۰۱۲ تا ۲۰۱۴ در کارگاه‌های فشرده‌ای که توسط ایوانا چوبوک در رم برگزار شد، شرکت کرد. او همچنین در سال ۲۰۱۴ یک دورهٔ سالانهٔ آموزش بازیگری در کلاس پیشرفتهٔ انگلیسی در اچ‌تی استودیو به کارگردانی پاتریتسیا د سانتیس گذراند.
در سال ۲۰۱۵ برای نخستین بار در قاب تلویزیون به عنوان بازیگر ظاهر شد و در یکی از قسمت‌های مینی‌سریال جنگل، به کارگردانی اروس پویلیلی، که از کانال ۵ پخش می‌شد، نقش اصلی را ایفا کرد. سپس در تورین در فیلم کوتاه نیمه‌شب، به کارگردانی توماسو بیانکی، بازی کرد. همچنین با دریافت بورسیه‌ای از اچ‌تی استودیو دِ سانتیس، از ژوئن تا اوت در ایالات متحده آمریکا اقامت داشت تا در استودیوی ایوانا چوبوک در لس آنجلس تحصیل کند.